# Алансон
Алансон (фр. Alençon) је насељено место у Француској у региону Доња Нормандија, у департману Орн.
По подацима из 2011. године у општини је живело 26.300 становника, а густина насељености је износила 2462,55 становника/km².

## Демографија
| 1962.  | 1968.  | 1975.  | 1982.  | 1990.  | 2011.  |
| ------ | ------ | ------ | ------ | ------ | ------ |
| 25.584 | 31.656 | 33.680 | 31.608 | 29.988 | 26.300 |

## Партнерски градови
- Бејзингстоук
- Брен л'Але
- Koutiala
- Квакенбрик
- Crynant